# La tercera resignación
La tercera resignación es el primer cuento de los diez recogidos en el libro Ojos de perro azul de Gabriel García Márquez, el cual fue escrito en 1947.  El relato cuenta la historia de un joven de 25 años que, a los siete años enfermó de fiebre tifoidea, fue metido en vida en un ataúd grande que mandó a construir su madre  
para que pudiera ir creciendo. Su madre todos los días lo media con el metro para ver si crecía, y, por tanto, así ver si seguía vivo. De esta manera, paradójicamente, él era un "muerto vivo". Llevaba dieciocho años encerrado en esa urna, y perdió toda su infancia. Finalmente, el siente una gran impotencia porque, aunque su cuerpo se está descomponiendo, el cree estar vivo y nadie se da cuenta de ello, por lo que se tiene que resignar a morir. 
El tema principal del cuento es la muerte; el protagonista muere en tres ocasiones: primera, cuando empieza a sentir el tránsito de la muerte; segunda, cuando lo asaltan los ratones, animales que le producían gran temor desde niño, y se empiezan a comer todo su cuerpo; tercera y última, cuando tiene 25 años y ya ha superado la enfermedad, pero no puede salir solo de la caja y huele el tufo que produce la descomposición de su propio cuerpo. 
En el relato encontramos la presencia de tres personajes: el protagonista presentado con una barba azul que había heredado del padre, como un cadáver dentro de un ataúd, con los pies bien fríos y amortajado; la madre del protagonista muestra el carácter tierno propio de una madre, se preocupa y lo cuida desde su infancia a la pubertad. Solo lo descuida sus atenciones cuándo cae en desesperación porque ve que ya no crece; y el médico, personaje que diagnostica la enfermedad del niño y propone conservarle la vida mediante un sistema de autonutrición. 
En cuanto al estilo se refiere, en este cuento está presente el realismo mágico, pues cuenta un suceso extraño como algo cotidiano y común, como es presentar a una persona como muerta, cuando esta viva por un sistema de autonutrición. Además, él siente y piensa como los vivos. Toda la historia es contada por un narrador en tercera persona, un narrador omnisciente ya que conoce todo lo que pasa por la mente de los personajes (madre e hijo, sobre todo por la del hijo), y lo hace con descripciones muy detalladas.
- Datos: Q56377429